# Reakcje trofochemiczne
Reakcje trofochemiczne – behawioralne i metaboliczne reakcje zwierząt wywołane recepcją sygnałów chemicznych (chemoatraktantów). Reakcją na chemoatraktanty może być zmiana poziomu metabolizmu, zmiana zachowania i przemieszczanie się zwierząt, co wpływa na optymalizację żerowania, unikanie drapieżników lub osłabienie konkurencji międzygatunkowej. Te same sygnały chemiczne, które przyciągają określone gatunki zwierząt do źródła pożywienia, pozwalają innym gatunkom rozpoznać potencjalne zagrożenie i unikać miejsc, w których zachodzi prawdopodobieństwo spotkania z drapieżnikiem.
Istotne znaczenie w rozpoznawaniu bodźców chemicznych i reakcji na nie ma ilość substancji sygnałowej – im wyższe jej stężenie, tym większe prawdopodobieństwo charakterystycznej reakcji trofochemicznej u zwierzęcia. Reakcje trofochemiczne zwierząt ulegają modyfikacji np. w przypadku braku pożywienia, rozpoznają one wtedy o wiele niższe stężenia sygnałów trofochemicznych.